# MU-31
La MU-31 est autoroute urbaine en construction qui reliera la Rocade Sud de Murcie à  l'A-30 (Madrid - Cartagène) au sud-ouest de l'agglomération.
Elle permettra de relier directement la MU-30 à l'A-30 en venant de l'ouest (Caravaca de la Cruz, Almérie,...).
Elle permettre de décharger l'actuelle rocade (MU-30) saturée au heure de pointe pour là relier par un trajet plus directe à l'A-30 en direction de Cartagène et donc éviter le centre urbain de Murcie.

## Tracé
- Elle va débuter au sud-ouest de Murcie où elle va se déconnecter de la Rocade Sud.
- Elle va contourner El Palmar par l'ouest pour ensuite se connecter à l'A-30 en direction du sud.